# Віллем де Сіттер
Віллем де Сіттер (нід. Willem de Sitter; 6 травня 1872 — 20 листопада 1934) — голландський математик, фізик і астроном.
Родився в Снеку. Освіту здобув у Гронінгенському університеті. Після двох років роботи обчислювачем в обсерваторії на мисі Доброї Надії (Південна Африка) в 1899—1907 роках був асистентом в Астрономічної лабораторії в Гронінгені. У 1908 році став професором астрономії в Лейденському університеті, з 1919-го — директор Лейденський обсерваторії.
Наукові роботи відносяться до позиційної астрономії і небесної механіки, фотометрії зір і космології. Понад 30 років вивчав супутники Юпітера. Обробив довгі ряди їхніх геліометричних вимірювань, отримані в обсерваторії на мисі Доброї Надії, сам виконав багато спостережень; розробив нову теорію руху супутників, яка враховує стиснення Юпітера, сонячні збурення й взаємні збурення супутників; отримав нові елементи їхніх орбіт. Теорія де Сіттера використовується для розрахунку руху супутників Юпітера.
Де Сіттер виконав великий об'єм фотометричних вимірювань зір на різних галактичних широтах і в 1904 встановив систематичні розходження в кольорі між зорями поблизу Чумацького Шляху і поблизу галактичного полюса, які згодом були пояснені концентрацією ранніх зір у галактичній площині. Низка робіт присвячена узгодженням різних астрономічних сталих; вивчав нерівномірність обертання Землі, пояснив уповільнення обертання припливним тертям. Поряд з Альбертом Ейнштейном у 1917 році поклав початок застосуванню теорії відносності до космологічної проблеми. Провів перше повне обговорення астрономічних наслідків загальної теорії відносності. Створив одну з перших релятивістських космологічних теорій, яка передбачала можливість швидких рухів космічних об'єктів і послужила відправною точкою пізніших теорій Всесвіту, що розширюється.

## Відзнаки
- Медаль Джеймса Крейга Ватсона (1929)
- Медаль Кетрін Брюс (1931)
- Золота медаль Лондонського королівського астрономічного товариства (1931)

На честь де Сіттера названі кратер на Місяці і астероїд 1686 Де Сіттер